# Лема Віталі про покриття

Зверху початкова сім'я куль. Зеленим виділені кулі, що не перетинаються, синім - всі інші. Нижче та ж діаграма, в якій зелені кулі потроєні - зауважимо, що вони покривають всі сині кулі.

Лема Віталі про покриттях — твердження у комбінаторній геометрії, що широко використовується в теорії міри.
Лема використовується в доведенні теореми Віталі про покриття, але також має самостійний інтерес.
Названа на честь італійського математика Джузеппе Віталі.

## Формулювання

### Скінченна версія
Нехай {\displaystyle B_{1},\ldots ,B_{n}} — скінченна множина куль, що містяться в d-вимірному евклідовому просторі Rd (або, в більш загальному випадку, в довільному метричному просторі). Тоді існує підмножина {\displaystyle B_{j_{1}},B_{j_{2}},\dots ,B_{j_{m}}} з цих куль, в якій кулі попарно не перетинаються, і виконується
{\displaystyle B_{1}\cup B_{2}\cup \ldots \cup B_{n}\subseteq 3B_{j_{1}}\cup 3B_{j_{2}}\cup \ldots \cup 3B_{j_{m}},}
де {\displaystyle 3B_{j_{k}}} позначає кулю з тим же центром, що і у {\displaystyle B_{j_{k}}}, але з втричі більшим радіусом радіусом.

#### Доведення
Припустимо, що множина куль є непорожньою, тобто n > 0. Нехай {\displaystyle B_{j_{1}}} буде кулею із найбільшим радіусом. За індукцією, нехай обрано кулі {\displaystyle B_{j_{1}},\dots ,B_{j_{k}}.} Якщо існують кулі із {\displaystyle B_{1},\dots ,B_{n},} які не перетинаються із жодною із {\displaystyle B_{j_{1}}\cup B_{j_{2}}\cup \cdots \cup B_{j_{k}}}, то виберемо як {\displaystyle B_{j_{k+1}}} таку кулю із найбільшим можливим радіусом. Якщо таких куль немає, то приймаємо m := k і завершуємо процес.
Позначимо {\displaystyle X:=\bigcup _{k=1}^{m}3\,B_{j_{k}}} і доведемо, що {\displaystyle B_{i}\subset X} для всіх {\displaystyle i=1,2,\dots ,n}. Це твердження є очевидним для {\displaystyle i\in \{j_{1},\dots ,j_{m}\}}. В іншому випадку існує деяке {\displaystyle k\in \{1,\dots ,m\}} для якого Bi перетинає {\displaystyle B_{j_{k}}} і радіус кулі {\displaystyle B_{j_{k}}} є не меншим, ніж Bi. З нерівності трикутника тоді випливає, що {\displaystyle B_{i}\subset 3\,B_{j_{k}}\subset X}, що завершує доведення.

### Нескінченна версія
Нехай {\displaystyle \{B_{j}\mid j\in J\}} — довільна (зліченна або незліченна) множина куль в Rd (або, більш загально, в сепарабельному метричному просторі), для якої
{\displaystyle \sup \,\{\mathrm {rad} (B_{j})\mid j\in J\}<\infty ,}
де {\displaystyle \mathrm {rad} (B_{j})} позначає радіус кулі Bj.
Тоді для будь-якого {\displaystyle k>3} існує зліченна підмножина
{\displaystyle \{B_{j}\mid j\in J'_{k}\},\quad J'_{k}\subset J,}
куль, що попарно не перетинаються і
{\displaystyle \bigcup _{j\in J}B_{j}\subseteq \bigcup _{j\in J'_{k}}k\,B_{j}.}

#### Доведення
Нехай F позначає сім'ю всіх куль Bj, j ∈ J у твердженні леми про покриття. Нехай необхідна підсім'я G у F позначається також за допомогою {\displaystyle \{B_{j},j\in J'\}.}
Доведемо більш точне твердження леми. Нехай F є сім'єю невироджених куль у метричному просторі з обмеженим радіусом. Тоді існує підсім'я  G така, що  кожна куля B у F має непустий перетин із деякою кулею C у G для якої B ⊂ 5 C. Для сепарабельних метричних просторів (наприклад евклідових просторів) до того ж G є не більш, ніж зліченною.
Нехай R є супремумом радіусів куль із F. Розглянемо розбиття F на Fn, n ≥ 0, що складаються із куль B  радіуси яких належать проміжку (2−n−1R, 2−nR]. Можна розглянути послідовність сімей куль Gn, де Gn ⊂ Fn. Спершу позначимо H0 = F0 і G0 деяку максимальну сім'ю куль із H0, що попарно не перетинаються. Для сепарабельного метричного простору очевидно, що G0 є не більш, ніж зліченною . Припускаючи, що G0,...,Gn вже визначені, нехай
{\displaystyle \mathbf {H} _{n+1}=\{B\in \mathbf {F} _{n+1}:\ B\cap C=\emptyset ,\ \ \forall C\in \mathbf {G} _{0}\cup \mathbf {G} _{1}\cup \ldots \cup \mathbf {G} _{n}\},}
і нехай Gn+1 є максимальною сім'єю куль із  Hn+1, що попарно не перетинаються. Для сепарабельного метричного простору Gn+1 є не більш, ніж зліченною. Тоді підсім'я
{\displaystyle \mathbf {G} :=\bigcup _{n=0}^{\infty }\mathbf {G} _{n}}
із F задовольняє вказане точне твердження леми: G є сім'єю куль, що попарно не перетинаються і кожна куля B ∈ F перетинає кулю C ∈ G для якої B ⊂ 5 C.
Справді, нехай B належить Fn.  Тоді або B  не належить Hn, звідки n > 0 і B має непустий перетин із G0,...,Gn−1 або B ∈ Hn і з максимальності Gn випливає, що B має непустий перетин із деякою кулею із Gn. У будь-якому випадку B має непустий перетин із кулею C, що належить об'єднанню G0,...,Gn.  Радіус кулі C є більшим 2−n−1R, а радіус B не більшим 2−nR, а тому B ⊂ 5 C випливає з нерівності трикутника. Для сепарабельного метричного простору G є зліченною множиною, як зліченне об'єднання зліченних множин.

### Зауваження
- У доведенні нескінченної версії у означенні Fn замість 2−n можна використати c−n, c > 1. Тоді замість 5 можна використати константу 1 + 2c. Тобто у твердженні леми про покриття можна замість 5 взяти довільну константу більшу 3.
- У нескінченній версії лема перестає бути вірною, якщо радіуси не є обмеженими: наприклад, це невірно для нескінченної множини куль з цілими додатними  радіусами і єдиним центром.
- У найзагальнішому випадку, для довільного метричного простору, вибір максимальної підмножини куль вимагає деякої форми леми Цорна.

## Наслідки
- У будь-якому скінченному наборі куль {\displaystyle n}-вимірного евклідового простору, об'єднання яких має об'єм {\displaystyle V}, можна вибрати підмножину куль, що не перетинаються між собою із загальним об'ємом не меншим {\displaystyle {\tfrac {1}{3^{n}}}\cdot V}.
  - Коефіцієнт {\displaystyle {\tfrac {1}{3^{n}}}} не є оптимальним і оптимальне значення не є відомими. [1]